# Jane Chege
Jane Wangare Chege (* 15. Dezember 1998) ist eine kenianische Hürdenläuferin, die sich auf die 400-Meter-Distanz spezialisiert hat.

## Sportliche Laufbahn
Erste internationale Erfahrungen sammelte Jane Chege bei den Afrikameisterschaften 2016 in Durban, bei denen sie in 58,60 s den fünften Platz belegte. Zwei Jahre später erreichte sie bei den Afrikameisterschaften in Asaba in 59,63 s Rang fünf und 2022 wurde sie bei den Afrikameisterschaften in Port Louis in 59,71 s Sechste.
2022 wurde Chege kenianische Meisterin im 400-Meter-Hürdenlauf.

## Persönliche Bestzeiten
- 400 m Hürden: 58,60 s, 26. Juni 2016 in Durban